# Spondyloepiphysäre Dysplasie Tarda
Die Spondyloepiphysäre Dysplasie Tarda (SEDT) ist die häufigste Form einer Spondyloepiphysären Dysplasien, einer seltenen Skelettdysplasie mit Veränderungen der Wirbelkörper und der Epiphyse der langen Röhrenknochen.
Synonyme sind: Spondyloepiphysäre Dysplasie Typ Maroteaux Lamy; lateinisch Dysplasia spondyloepiphysaria tarda; SED Tarda
Da die X-chromosomal-rezessiv vererbte Form die häufigste darstellt, wird der Begriff „Tarda“ oft für diese synonym verwendet: SED Tarda, X-linked; Spondyloepiphyseal Dysplasia, Late; Spondyloepiphyseal Dysplasia Tarda, X-Linked; X-linked spondyloepiphyseal dysplasia.
Die Erstbeschreibung erfolgte im Jahre 1939 durch A. Wilmot Jacobsen, die Abgrenzung erfolgte im Jahre 1957 durch die Pariser Pädiater und Humangenetiker Pierre Maroteaux (* 1928) und Maurice Lamy (1895–1975).

## Verbreitung
Die Häufigkeit wird mit 1–9 zu 1.000.000 angegeben, die Vererbung ist heterogen (s. u.), die X-chromosomale Form ist mit einer Häufigkeit von 1 zu 150.000 bis 1 zu 200.000 am häufigsten.

## Ursache und Einteilung
Je nach Vererbungsgang können folgende Formen unterschieden werden:
- X-chromosomal-rezessive Form,  häufigste, mit Mutationen im TRAPPC2-Gen am Genort Xp22.2-p22-1[6]
- Autosomal-dominante Form, mit Myopie und Gaumenspalte, mit Mutationen in COL2A1-Gen am Genort 12q13-q13-2, welches für die Alpha-1-Kette des Kollagens Typ II kodiert.[7][1]
- Autosomal-rezessive Form[8]

- SED Tarda Typ Byers, veraltete Bezeichnung für die SED Tarda
- SED Tarda Typ Kohn, (SEDT WITH MENTAL RETARDATION), Kombination mit geistiger Behinderung, vermutlich autosomal-rezessiv,[9][10]

## Klinische Erscheinungen
Klinische Kriterien sind:
- Manifestation im Alter von  6–12 Jahren
- verkürzter Rumpf, kurzer Hals, dysproportionaler Kleinwuchs
- mäßig ausgeprägte Kielbrust, breiter Thorax, kurze Arme
- Skoliose, Kyphose, lumbale Hyperlordose
- Erwachsenengröße bei 125–57 cm
- verminderte Beweglichkeit in Hüftgelenk und vorzeitige Entwicklung einer Koxarthrose und Gonarthrose

## Diagnose
Der klinische Verdacht wird durch die Veränderungen im Röntgenbild bestätigt:
- Bereits bei der Geburt kleine, eiförmig deformierte Wirbelkörper, verspätete Ossifikation der Epiphysen und Schambeinäste
- Vor der Pubertät multiple Auffälligkeiten der Epiphysen, Platyspondylie mit dorsal aufgetriebenen, abgeflachten Wirbelkörpern, Hypoplasie des Epistropheus-Zahn, verkürzter Schenkelhals und Coxa vara

- Verbreiterung und Deformierung der Epiphysen bei normalen Diaphysen der langen Röhrenknochen

## Differentialdiagnose
Abzugrenzen sind neben den anderen Formen der SED die Mukopolysaccharidose und die Pseudoachondroplasie.